# Calle 149 Este (línea Pelham)
Calle 149 es una estación en la línea Pelham del Metro de Nueva York de la División A del Interborough Rapid Transit Company. La estación se encuentra localizada en el barrio Longwood, Bronx y entre la Calle 149 Este y Southern Boulevard. La estación es servida en varios horarios por diferentes trenes del servicio .